# Alphonse Clignez
Alphonse Joseph Clignez (Chapelle-lez-Herlaimont, 18 februari 1886 – Anderlecht (volgens Van Molle) of Schaarbeek, 28 april 1965), was een Belgisch volksvertegenwoordiger. 

## Levensloop
Clignez groeide op in een mijnwerkersgezin en was de oudste van zeven kinderen. Na zijn lagere school volgde hij een studie tot industrieel tekenaar, maar maakte deze niet af. Hij werd dan magazijnier-leverancier bij Dandois, een groothandelaar in voedings- en koloniale producten gevestigd in Trazegnies. Na de uitbraak van de Eerste Wereldoorlog werd hij in 1914 gemobiliseerd, waarna hij de hele oorlog meestreed in de artillerie. Hij ontving heel wat oorlogsdecoraties en nam in 1926 deel aan een betoging van ontevreden oud-strijders. 
Na de oorlog baatte Clignez een kruidenierswinkel uit in Frasnes-lez-Gosselies. In 1920 werd hij gerant van een coöperatieve winkel in Genepiën, die later werd overgenomen door de coöperatieve unie in Charleroi, een vennootschap gespecialiseerd in kleding en schoenen. Clignez was er bediende tot hij in 1949 met pensioen ging.
Clignez werd op jonge leeftijd lid van de Belgische Werkliedenpartij en stond vanaf 1925 meermaals als opvolger op de socialistische Kamerlijst van het arrondissement Nijvel. In oktober 1944, vlak na de Bevrijding, werd hij effectief lid van de Kamer van volksvertegenwoordigers als opvolger van Henri Delor, die tijdens de Tweede Wereldoorlog was overleden. Hij oefende het mandaat uit tot in februari 1946 en hield zich als Kamerlid bezig met thema's die het gevolg waren van de oorlog, zoals burgerslachtoffers, krijgsgevangenen en gedeporteerden en de belastingbetaling van handelaars die tijdens de oorlog krijgsgevangen of gedeporteerd waren, maar van wie de zaak was blijven doorlopen.
Hij was tevens beheerder van de verzekeringsmaatschappij Le Crédit Ouvrier in Quenast en maakte deel uit van vrijetijdsvereniging Les Loisirs de l'Ouvrier. Hij was eveneens lid van het beschermingscomité voor openbare gezondheid in het kanton Quenast.